# Surin Jongklang
Surin Jongklang tailandês:สุรินทร์ จงกลาง (Banguecoque, 3 de maio de 1996) é um voleibolista de praia tailandês.

## Carreira
No ano de 2014, esteve ao lado de Banlue Nakprakhong e finalizaram na trigésima terceira posição na edição do circuito asiático de vôlei de praia em Songkhla. Na temporada de 2016, formou dupla com Dunwinit Kaewsai e finalizou em nono lugar na etapa do circuito asiático de Palimbão
Em 2017, formou dupla com Kitti Duangjinda e terminou na décima sétima posição na etapa de Satun e na vigésima quinta posição no Campeonato Asiático de Songkhla e com Adisorn khaolumtarn conquistaram a medalha de bronze no Campeonato do Sudeste Asiático de Praia de 2017 em Sentosa, depois, terminaram na nona posição nas etapas de Osaka e Palimbão, pelo circuito asiático, e no circuito mundial alcançou a vigésima quinta posição ao lado de Kitti Duangjinda no torneio duas estrelas de Sydney.
No ano de 2018, esteve com Kitti Duangjinda no circuito asiático, alcançando o nono lugar em Doha, mesma posição obtida no mesmo circuito com Adisorn khaolumtarn na etapa de Samila, e juntos disputaram o circuito mundial, obtiveram o trigésimo terceiro lugar no três estrelas da Ilha Kish, vigésimos quintos lugares nos torneios três estrelas em Haiyang  e Tóquio,  as quintas posições  nos torneios uma estrela de Shepparton e Satun, também nos duas estrelas de Jinjiang  e Singapura, a nona posição no uma  estrela de Langkawi  e o décimo terceiro lugar no uma estrela em Banguecoque. Terminaram juntos na nona colocação na edição do Campeonato Asiático de Vôlei de Praia de 2018 realizado em Satun 
Com Adisorn khaolumtarn competiu no circuito mundial de 2019 e terminaram no torneio quatro estrelas de Haia na quadragésima primeira posição, depois, com Intuch Techakijvorakul terminou em quinto na etapa de Samila do circuito asiático e juntos finalizaram no vigésimo quinto lugar no torneio três estrelas de Sydney, já no duas estrelas de Siem Reap esteve com Banlue Nakprakhong e terminaram em nono lugar,  sa sequência ocuparam a quadragésima primeira posição no quatro estrelas de Xiamen e no três estrelas de Kuala Lumpur, ainda terminaram na décima sétima posição no Na edição do Campeonato Asiático de 2019, em Maoming e terminaram em segundo lugar na Continental Cup em Manila.
Ainda em 2019, esteve novamente com Adisorn khaolumtarn no circuito mundial, conquistando o primeiro pódia com o bronze no torneio três estrelas de Qidong, alcançando o décimo sétimo lugar no torneio quatro estrelas de Jinjiang e no três estrelas de Edmonton, como também trigésimo terceiro lugar no três estrelas de Varsóvia, vigésimas quintas posições no quatro estrelas de Tóquio e nos torneios três estrelas em Jūrmala e Qinzhou, além da nona posição no torneio uma estrela de Montpellier.
No período de 2020, esteve com Banlue Nakprakhong e conquistaram a nona posição na edição do Campeonato Asiático de 2020 em Udon Thani e terminaram na nona posição e terminou na décima nona posição no torneio duas estrelas de Phnom Penh pelo circuito mundial e ao lado de Adisorn khaolumtarn. No ano seguinte, voltou atuar com Banlue Nakprakhong e terminaram na quinta posiçãona fase final da Continental Cup na Tailândia e nono lugar no Campeonato Asiático de 2021 em Phuket (cidade)e conquistaram a medalha de prata nos Jogos do Sudeste Asiático de 2021 em Hanói, realizados no ano de 2022.
Na jornada de 2022, esteve com Banlue Nakprakhongno Mundial de Roma 2022, quando terminaram na trigésima terceira posição, depois, e terminaram na quarta posição no circuito asiático na etapa de  Samila e eme quinto na etapa de Bandar Abbas. No circuito mundial de 2022 terminaram na nona posição nos Futures de Ios e Budapeste, décimo sétimo lugar no Challende das Maldivas, vigésimo quinto lugar no Challenge do primeiro evento em Dubai, décimo nono lugar no Challenge de Torquay e o quarto lugar no Future da Baía de Subic em Olongapo; além da décima sétima posição no Campeonato Asiático de 2022 em Bandar Abbas. Nos Jogos Asiáticos de 2022, na competição com sua dupla Dunwinit Kaewsai, terminou em nono lugar.
Após alguns anos, retoma a parceria com Dunwinit Kaewsai, pelo circuito mundial, terminaram em nono no Future de Coolangatta Beach, quintos lugares nos Futures de Wenzhou e Satun, trigésima terceiras posições nos Challenge de Jūrmala, Edmonton e Goa, além do vigésimo quinto lugar no Challenge de Chiang Mai ; já no circuito asiático, terminaram em quinto em Samila e Penghu, ainda foram segundos colocados na fase do Sudeste Asiático  da Continental Cup e o nono lugar no no Campeonato Asiático de 2023 em Fuzhou

## Títulos e resultados
- 2* de Qidong do Circuito Mundial de 2019
- Future de Olongapo do Circuito Mundial de 2022